# Національна акціонерна компанія
Національна акціонерна компанія — одна з організаційно-правових форм юридичної особи в Україні, компанія, сформована на базі державних підприємств. В їх статутні фонди передається майно держкомпаній. Держава пояснює доцільність формування НАК прагненням підвищити ефективність діяльності підприємств. Державні підприємства, відповідно до чинного законодавства України, дещо обмежені в правах. Так, вони можуть стикатися з труднощами при залученні кредитів, відчуження майна та ін. Формування на базі державного підприємства акціонерної компанії (крім НАК, широко поширена форма ДАК — «Державна акціонерна компанія») теоретично має спростити оперативну господарську діяльність суб'єкта. Контроль над дотриманням своїх інтересів держава в даному випадку здійснює через керівників підприємств, які призначаються органами влади. 100 % статутних фондів НАК і ДАК належать державі.
Приклади:
- Національна акціонерна страхова компанія «Оранта»
- Національна акціонерна страхова компанія «Нафтогаз України»
- Національна акціонерна страхова компанія «Енергетична компанія України»